# Eozapus setchuanus
Eozapus setchuanus е вид бозайник от семейство Тушканчикови (Dipodidae), единствен представител на род Eozapus.

## Разпространение
Видът е разпространен в Китай (Гансу, Нинся, Съчуан, Цинхай, Шънси и Юннан).